# James-Andrew Davis
James-Andrew Davis (Londra, 3 luglio 1991) è uno schermidore britannico, specializzato nel fioretto.

## Biografia
Ai Giochi della XXX Olimpiade partecipò alla gara di fioretto individuale ma venne sconfitto al secondo turno. Ha vinto la medaglia d'oro al Campionato europeo di scherma 2014 a Strasburgo in Francia.